# Kouwenbergs kerkje
Het Kouwenbergs kerkje is de voormalige hervormde kerk van Aarle-Rixtel in de Nederlandse provincie Noord-Brabant. Het kerkje is gebouwd in 1874 en is een rijksmonument.

## Geschiedenis
Het kerkje is ontworpen door Martin Dreesen en verving een voorganger, een waterstaatskerk uit 1847 die gesloopt is in 1873 wegens bouwkundige gebreken. Slechts de consistoriekamer van de waterstaatskerk bleef behouden.
Vanwege het dalend aantal kerkgangers werd de kerk in 1976 door de Hervormde Gemeente afgestoten en verkocht aan de toenmalige gemeente Aarle-Rixtel. Deze verkocht het kerkje in 1989 aan de Nieuw-apostolische kerk, maar deze staakte omstreeks 2006 haar erediensten in dit kerkje. Opnieuw volgde leegstand, maar in december 2008 werd het gebouwtje door de Stichting het Kouwenbergs Kerkje gekocht, die zich inzet voor het behoud ervan en het verhuurt voor plechtigheden en culturele bijeenkomsten.

## Interieur
Het meubilair van de waterstaatskerk, met name de banken en de 17e-eeuwse preekstoel, afkomstig uit de oude Mariakerk die gebruikt werd nog voor de waterstaatskerk gereed kwam, werd aangepast aan de nieuwe kerk. Ook het koperen doopbekken uit 1760 ging deel van het interieur uitmaken.
Hoewel de suggestie van de aanwezigheid van een orgel wordt gewekt, beschikt het Kouwenbergs kerkje niet over een dergelijk instrument. Wel is er een zeldzaam harmonium uit omstreeks 1870, van het merk Seraphine en gebouwd te Amsterdam door C. Kettner.

## Villa Reposa
De kosterswoning, Villa Reposa geheten, bevindt zich naast het kerkje en stamt uit 1891. Deze werd ontworpen door kerkmeester Frost, die ook Châlet Couvert, een andere villa in Aarle-Rixtel, heeft gebouwd. De woning is, samen met de eik in de bijbehorende tuin, als gemeentelijk monument geklasseerd.